# 1099年教宗選舉
1099年教宗選舉於1099年7月29日教宗烏爾巴諾二世離世後舉行的教宗選舉。這次是設立教宗選舉以來首次有非主教級樞機於選舉裏參與投票並選出新教宗。拉涅利樞機當選教宗，取名「帕斯二世」。

## 樞機選舉人
雖然根據由教宗尼古拉二世於1059年發布的教宗詔書《以上主之名》，主教級樞機是教宗選舉的唯一選舉人，但是在這次選舉中司鐸級樞機和執事級樞機亦擁有投票權。
以下為主教級樞機的名單：
- 阿爾巴諾的沃爾特（英语：Walter of Albano），1091年獲冊封為主教級樞機，阿爾巴諾羅馬城郊教區領銜主教
- 奧登·代·查蒂倫（英语：Odon de Châtillon），1095年獲冊封為主教級樞機，樞機團團長及奧斯蒂亞羅馬城郊教區領銜主教（英语：Cardinal-bishop of Ostia）
- 米隆，1095年獲冊封為主教級樞機，帕萊斯特里納羅馬城郊教區領銜主教
- 毛裡齊奧，1097年獲冊封為主教級樞機，波多羅馬城郊教區領銜主教
- 博沃，1099年獲冊封為主教級樞機，拉比科主教
- 奧科，納西主教（英语：Roman Catholic Diocese of Nepi-Sutri）
- 布魯諾，塞尼羅馬城郊教區領銜主教（缺席參與選舉）

## 後續
教宗帕斯卡二世當選教宗後，他於1099年8月14日被奧斯蒂亞羅馬城郊教區領銜主教及在波多羅馬城郊教區領銜主教和阿爾巴諾羅馬城郊教區領銜主教的協助下祝聖為主教，正式成為天主教第160任教宗。